# Benkara pierrei
Benkara pierrei là một loài thực vật có hoa trong họ Thiến thảo. Loài này được (Pit.) Ridsdale mô tả khoa học đầu tiên năm 2008.